# Лівий тероризм
Лівий тероризм — тероризм, що використовується ліворадикальними (найчастіше ліво-марксистськими) організаціями. Точкою відліку сучасного лівого тероризму слід вважати травень 1968 — студентська революція в Парижі, пік руху Нових Лівих, перше викрадення літака. Однак коріння лівого тероризму йде углиб історії — в давню боротьбу з тиранією і політичні вбивства, що практикувалися «народними месниками» з анархістів в XIX столітті. Проміжною ланкою між ними і сучасними лівими терористами були російські есери. На становлення нових форм лівого тероризму в післявоєнному світі великий вплив зробили радикальні версії марксизму, такі як троцькізм і маоїзм.
Сучасні ліві терористи своє насильство називають «революційним». Виходять з ленінської тези про те, що сучасне суспільство стоїть на стадії імперіалізму, при якому «купка монополій» (фінансова олігархія, що складається з капіталістів) поневолює і обкрадає широкі маси населення. Якщо в західних країнах населення забезпечене, то це за рахунок пограбування «пролетарських» країн третього світу. В останньому моменті лівий тероризм вплинув на радикальних представників національно-визвольних і навіть націоналістичних рухів. Значну частину практики лівого тероризму займали грабежі («експропріації»), за допомогою яких революціонери вилучають «додаткову вартість» (надлишки). Після падіння Берлінської стіни в 1989, лівий тероризм поступово втрачає свій вплив, поступаючись місцем ісламському тероризму.